# BATNA
BATNA (ang. Best alternative to a negotiated agreement; dosł. najlepsza alternatywa dla negocjowanego porozumienia) – w teorii negocjacji sposób postępowania, który gwarantuje najlepszą realizację interesów strony negocjującej bez porozumienia z drugą stroną. 
Koncepcja BATNy została rozwinięta w ramach Harvard Negotiation Project, a jej autorzy: Roger Fisher i William Ury opisali jej zasady w książkach Dochodząc do TAK i Odchodząc od NIE. 
Przykłady BATNy:
- w negocjacjach o podwyżkę wynagrodzenia – znalezienie pracy w innej firmie,
- w negocjacjach cenowych ze sprzedawcą – skorzystanie z innego sklepu,
- w negocjacjach sprzedażowych - skorzystanie z oferty innego kupującego.

Według Williama Ury'ego BATNA jest podstawą siły negocjacyjnej i narzędziem oceny potencjalnego porozumienia. Jeśli BATNA jest bardzo dobra, może nie być potrzeby negocjacji, gdyż porozumienie może nie dać niczego lepszego niż dostępna alternatywa. BATNę można wzmacniać przez poszukiwanie informacji o alternatywach (np. innych ofertach). Należy też analizować możliwe warianty dostępne oponentowi. Jim Camp w książce Start with NO nie używając określenia BATNA mówi o "bólu" (ang. pain) drugiej strony, wynikającym z braku porozumienia, którego uświadomienie drugiej stronie może być ważnym argumentem negocjacyjnym.
R. Fischer i W. Ury podają trzy etapy przygotowań BATNA:
1. wymyślenie wszystkich możliwych działań, jakie będzie można podjąć, jeśli porozumienie nie zostanie osiągnięte
2. udoskonalenie kilku najbardziej obiecujących pomysłów i przekształcenie ich w praktyczne możliwości działania
3. doskonalenie tymczasowego wyboru jednej z możliwości – tej, która wydaje się najlepsza.

Według cytowanych autorów: im lepsza BATNA, tym większa siła negocjującego. W rzeczywistości relatywna siła stron zależy przede wszystkim od tego, na ile atrakcyjne jest dla każdej z nich nieosiągnięcie porozumienia. W negocjacjach bardzo często podkreśla się znaczenie i umiejętność mówienia nie. Stosowanie i realne postrzeganie BATNy w procesie negocjacji prowadzi do zmniejszenia presji.